# Partito Comunista del Nepal (centro marxista-leninista-maoista)
Il Partito Comunista del Nepal (centro marxista-leninista-maoista) (नेपाल कम्युनिष्ट पार्टी (मार्क्सवादी-लेनिनवादी-माओवादी केन्द्र)) era un partito politico nepalese nato il 15 novembre 2005 a seguito dell'unificazione del Partito Comunista del Nepal (marxista-leninista-maoista) e del Partito Comunista del Nepal (Marksbadi-Leninbadi-Maobadi).

## Storia
Esso faceva parte del Fronte Unito della Sinistra e aveva un'opinione positiva della guerra popolare condotta dal Partito Comunista del Nepal (maoista). Krishna Das Shrestra fu eletto presidente del Partito, con Nanda Kumar Prasai come segretario generale.
Nel gennaio del 2007, a seguito della formazione del governo provvisorio, il PCN(cmlm) ottenne rappresentanza parlamentare eleggendo N.K. Prasai deputato, al fianco di altri tre deputati del FUS. Tuttavia, nel febbraio dello stesso anno subì una scissione da parte della fazione guidata da Sitaram Tamang, che formò il Partito Comunista del Nepal (unificato) con altri gruppi scissionisti.
Il PCN(cmlm) cominciò a negoziare una proposta di unificazione con il Partito Comunista del Nepal (maoista). A maggio, Prachanda annunciò pubblicamente che l'unificazione sarebbe effettivamente avvenuta, cambiando il nome del suo partito in Partito Comunista Unificato del Nepal (maoista).
Mercoledì 23 settembre si raggiunse un accordo sulla fusione tra i partiti. Il giorno seguente, il 24 settembre, si tenne una cerimonia di unificazione. L'atto di unione fu firmato da Prasai e Dinanath Sharma. Dopo la fusione, Krishna Das Shrestha diventò la Chief Advisor del CPN (Maoista).